# Província de Nazca
La província de Nazca o  Província de Nasca és una de les cinc províncies dins la regió o departament d'Ica al Perú. La capital d'aquesta província és la ciutat de Nazca. Té una superfície de 5.234,24 km² amb una població (2007) de 57.531. La província de Nazca està dividida en cinc districtes (Changuillo, El Ingenio, Marcona, Nazca i Vista Alegre)cadascun d'ella compta amb un alcalde. Aquesta província es va crear el 23 de gener de 1941. És la segona província del seu departament en superfície. Compta amb l'atractiu turístic de les Línies de Nazca, les quals només es veuen bé des de l'aire.

## Geografia
Presenta valls i rius (rius Ingenio - Changuillo, Aja, Socos, Tierras Blancas, Taruga, Trancas i Poroma) tots ells afluents del Río Grande del Perú. Hi ha grans pampes i turons propis del desert costaner, a la Pampa de San José es troben les famoses línies de Nazca. A l'est de la província ja comença la zona dels Andes.

## Ecologia
Al districte de Marcona hi ha la Reserva de Punta San Juan i l'Ensenada de San Fernando; el primer lloc és el refugi natural de la colònia més nombrosa de Pingüí de Humboldt del Perú i llops marins. A San Fernando hi ha moltes aus productores del guano, pingüins, llops de mar i llúdrigues. Destaca la presència del còndor dels Andes andí i el guanac, essent l'únic lloc de la costa peruana on viuen aquestes espècies.

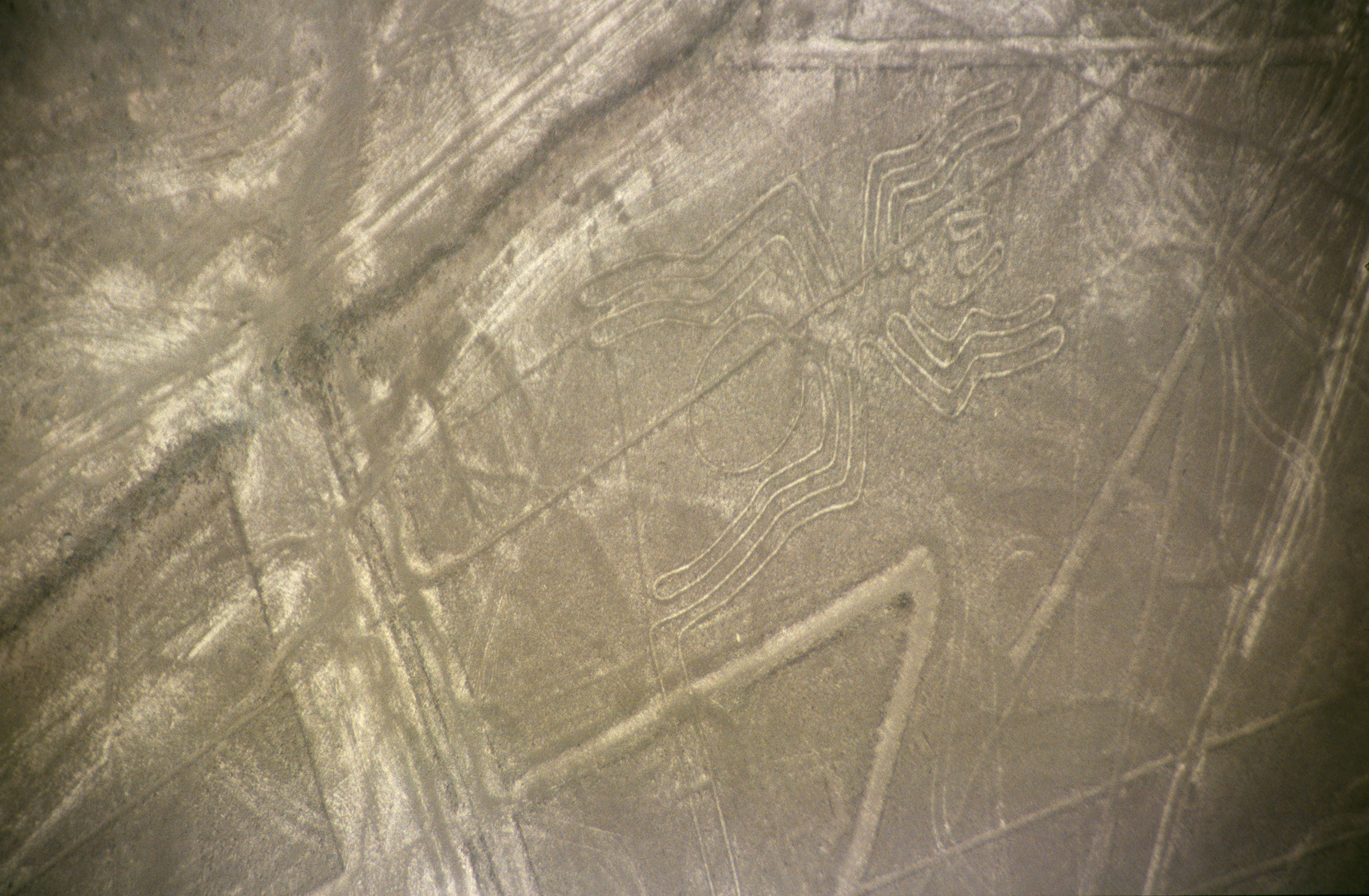
Línies de Nazca: figura de l'aranya
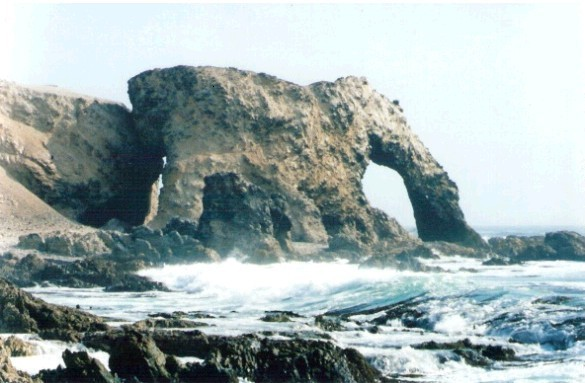
Roca elefant a la costa de la província de Nazca